# Giovanni Delise

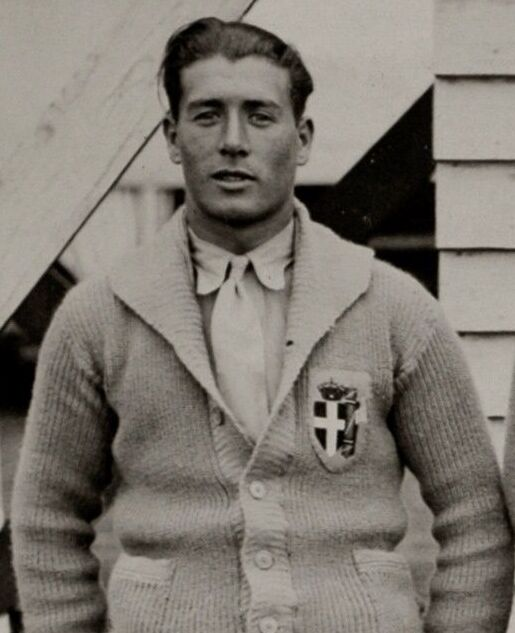
Giovanni Delise (1928)

Giovanni Delise (* 1. November 1907 in Izola; † 19. Mai 1947 ebenda) war ein italienischer Ruderer.
Delise ruderte in seiner Heimatstadt, die 1918 von Cisleithanien an Italien gefallen war, für SN Pollino. Bei den Olympischen Spielen 1928 gewann der Vierer mit Steuermann in der Besetzung Valerio Perentin, Giliante D’Este, Nicolò Vittori, Giovanni Delise und Steuermann Renato Petronio die Goldmedaille mit fünfzehn Sekunden Vorsprung vor dem Boot aus der Schweiz. 1929 siegten die Italiener in der gleichen Besetzung bei den Europameisterschaften gegen das dänische Boot. Bei den Europameisterschaften 1932 siegten Valerio Perentin, Francesco Chicco, Nicolo Vittori, Giovanni Delise und Renato Petronio. Bei den Olympischen Spielen 1932 startete eine andere italienische Crew (aus Koper) und gewann die Silbermedaille hinter dem deutschen Boot. Seinen letzten internationalen Titel erkämpfte Delise bei den
Europameisterschaften 1934, als das Boot in der gleichen Besetzung wie 1932 den Titel gewann.